# Europese weg 66
De Europese weg 66 of E66 is een Europese weg die loopt van Varna in Trentino-Alto-Adige (Noord-Italië) naar Cegléd in Hongarije. 
De weg begint bij een aansluiting met de A22, de Brennerautobahn, waar tevens de E45 loopt. Voorbij Innichen (San Candido) wordt de grens met Oostenrijk gepasseerd. Vervolgens gaat de weg langs de Drau naar Lienz en Spittal, waar de E66 hetzelfde traject volgt als de E55 tot en met Villach. Bij Klagenfurt volgt nog een afslag richting E652 en vervolgens gaat de E66 richting Graz (kruising E57). Bij Heiligenkreuz im Lafnitztal gaat de E66 Hongarije in en kruist bij Körmend de E65. De E66 loopt dan naar Székesfehérvár waar hij op de E71 aansluit.
In 2013 werd besloten de E66 in Hongarije via Dunaújváros en Kecskemét te verlengen tot Szolnok. In werkelijkheid eindigt de route voorlopig nog bij Cegléd, ten westen van Szolnok, maar mogelijk komt er een nieuwe verbinding met Szolnok en de E60. 